# Castlerock

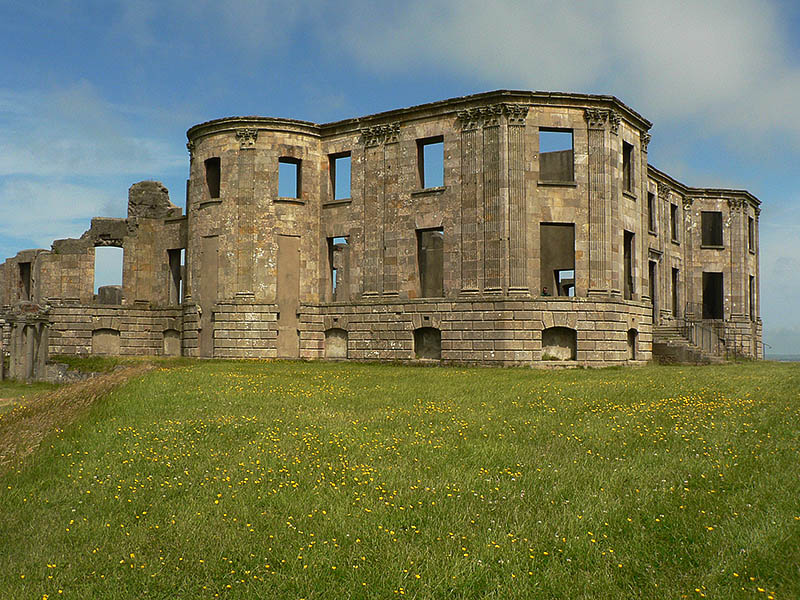
Downhill House, nel Downhill Estate

Castlerock (irlandese: Carraig Ceasail) è un villaggio sul mare, nella contea di Londonderry, nell'Irlanda del Nord. Si trova tra Coleraine e Derry ed è una apprezzata località turistica. Il paese aveva una popolazione composta da 1.336 persone (dati 2001). Anche se oggi è ricca di infrastrutture sviluppatesi in funzione della frequentazione estiva, il paese conserva importanti tracce di storia, prevalentemente del XVIII secolo: di particolare interesse il palazzo del vescovo di Derry in rovina, e il tempio di Mussenden in cima alla scogliera, all'interno della Tenuta di Downhill (Downhill Estate), ora di proprietà del National Trust. Il palazzo e la tenuta sono stati creati da Frederick Hervey, 4º Conte di Bristol e vescovo di Derry nel 1780. Il Tempio Mussenden, con la sua posizione precaria sul ciglio della rupe di basalto, è una delle scene più fotografate in Irlanda.